# Arcadia (Wisconsin)
Arcadia es una ciudad ubicada en el condado de Trempealeau en el estado estadounidense de Wisconsin. En el Censo de 2010 tenía una población de 2.925 habitantes y una densidad poblacional de 392,95 personas por km².

## Geografía
Arcadia se encuentra ubicada en las coordenadas 44°14′58″N 91°29′41″O / 44.24944, -91.49472. Según la Oficina del Censo de los Estados Unidos, Arcadia tiene una superficie total de 7.44 km², de la cual 7.44 km² corresponden a tierra firme y (0%) 0 km² es agua.

## Demografía
Según el censo de 2010, había 2.925 personas residiendo en Arcadia. La densidad de población era de 392,95 hab./km². De los 2.925 habitantes, Arcadia estaba compuesto por el 73.44% blancos, el 0.75% eran afroamericanos, el 0.31% eran amerindios, el 0.58% eran asiáticos, el 0% eran isleños del Pacífico, el 22.84% eran de otras razas y el 2.09% pertenecían a dos o más razas. Del total de la población el 31.25% eran hispanos o latinos de cualquier raza.